# Kawasaki Z 550 GT

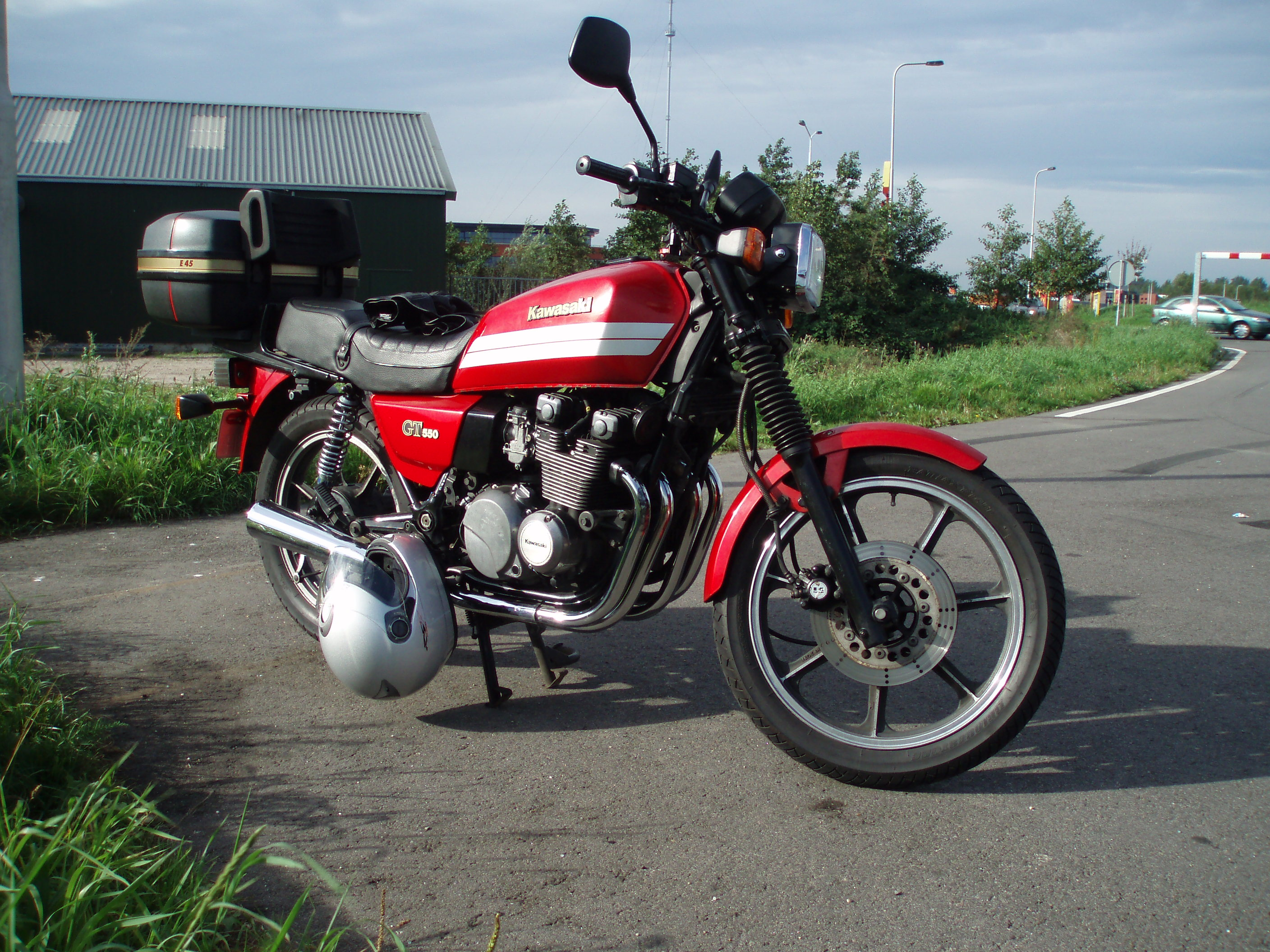
Kawasaki Z 550 GT

De Kawasaki Z 550 GT, ook bekend als de GT550, is een naakte toermotor van het merk Kawasaki, die van 1983 tot 1997 geproduceerd werd.
Deze cardanaangedreven motor is een van de meest ondergewaardeerde Kawasaki's. Vanwege zijn enorme betrouwbaarheid werd hij vaak gebruikt door motorkoeriers.
De motor is een mildere versie van de motor in de Kawasaki GPz 550: een door lucht/olie gekoelde, dwars opgestelde viercilindermotor met dubbele bovenliggende nokkenassen en twee kleppen per cilinder. Het brandstofmengsel wordt verzorgd door vier constantvacuümcarburateurs, van 1983 tot en met 1986 26mm-Teikei, vanaf 1987 30mm-Keihin. De ontsteking wordt elektronisch geregeld en vanaf 1984 de vervroeging ook.
| Model            | Kawasaki Z 550 GT          |
| Bouwjaar         | 1983-1997                  |
| Aantal cilinders | 4 (lijnmotor)              |
| Cilinderinhoud   | 553 cc                     |
| Vermogen         | 41 kW (56 pk) bij 9000 tpm |
| Koelsysteem      | Lucht met oliekoeler       |
| Tankinhoud       | 21.5 liter                 |
| Topsnelheid      | 170 km/uur                 |